# Alfred Hugenberg
Alfred Hugenberg  (Hannover, 1865. június 19. – Kükenbruch, 1951. március 12.) német szélsőjobboldali, radikális nacionalista politikus, a weimari köztársaság legnagyobb médiamágnása. A Német Nemzeti Néppárt (Deutschnationale Volkspartei – DNVP ) befolyásos vezetőjeként nagy szerepe volt Adolf Hitler hatalomra segítésében.

## Élete és munkássága
Középosztálybeli családban született Hannoverben, apja nemzeti liberális politikai meggyőződésű tagja volt a porosz képviselőháznak. Közgazdasági és jogi tanulmányainak 1888-as befejezése után a Pángermán Liga (Alldeutscher Verband) megalapításában segédkezett.  1903–1907-ig a pénzügyminisztérium közhivatalnokaként dolgozott. 1909-től a Krupp acélművek igazgatótanácsának elnökeként a német gazdasági zsenik egyikének számított. Eredményes pénzügyi és munkaügyi megoldásait a Ruhr-vidék más cégei is megpróbálták másolni. Szaktudását számos cég igazgatótanácsi tagsággal honorálta.
Az első világháború alatt a legnagyobb területi annexiót követelők élmezőnyébe tartozott.  Céljai előmozdítására 1916-ban létrehozott egy ipari csoportot August Scherl pénzügyi bajba jutott kiadói birodalmának felvásárlására és átszervezésére. Növekvő lapkiadásbeli érdekeltségei miatt 1918-ban lemondott a Krupp-nál betöltött állásáról. Hamarosan Németország egyik újságcézára lett, megszerezte a népszerű bulvárlapot, a Berliner Illustrierte Nachtausgabe-t és arra használta az August Scherl G.m.b.H.-t, hogy támadja az Ullstein és a Mosse kiadói konglomerátumok liberális sajtóját. 1927-ben kiterjesztette hatalmát az UFA, Németország legnagyobb filmstúdiójának megvásárlásával.
Hugenberg radikális nacionalista volt, s egyik legfőbb célját, – Németországot világhatalmi tényezővé tenni, – úgy vélte elérni, ha Németország politikai szerkezete autoritáriussá alakul át. Hadjáratot folytatott a szakszervezetek, a szocializmus, a balliberális pártok ellen, támogatta a paternalista földbirtokosok és munkáltatók által vezetett félfeudális társadalom eszméjét. Otto von Bismarck „demokratikus” rendszerével szembeni averziói a weimari parlamentáris rendszerrel szemben csak még élesebb ellenzékiséggé váltak.
Hugenberget a DNVP képviselőjeként 1919-től folyamatosan megválasztották az Alkotmányozó Gyűlés és a Reichstag tagjának. Vehemens képviselője volt a weimari rendszerrel való együtt nem működésnek, és 1927-ben támadást indított a DNVP vezetése ellen, amely igyekezett a köztársaság keretei között működni. 1928 október 20-án egy katasztrofális választás során a párt megválasztotta elnökévé. Vezetésével a DNVP radikális szélsőjobboldali párttá vált. A Young-terv elleni kampány, a Gustav Stresemann külpolitikája elleni hadjárat következtében azonos oldalra került Hitlerrel, s ezzel a Nemzetiszocialista Német Munkáspárt elfogadottságát növelte. Még tovább fokozta az NSDAP „hitelességét” konzervatív körökben, amikor 1931-ben a Harzburgi Frontban szövetkezett Hitlerrel. Bár 1932-ben felfogta a veszélyét Hitler hatalomra kerülésének, úgy vélte kordában tudja tartani, és balsejtelmeit elhessegetve, gazdasági és mezőgazdasági miniszterként csatlakozott Hitler kormányához 1933 januárjában. Túl későn vette észre, hogy kevés befolyást tud gyakorolni, elszigetelődése következtében 1933. június 27-én lemondott. Bár arra kényszerítették, hogy eladja holdingjai jelentős részét, – az UFA-t 1937-ben, – úgy élte túl a második világháborút, hogy vagyona nagyrésze érintetlenül maradt. Politikai meggyőződését fenntartotta haláláig.